# Parapercis schauinslandii
Parapercis schauinslandii är en fiskart som först beskrevs av Steindachner, 1900.  Parapercis schauinslandii ingår i släktet Parapercis och familjen Pinguipedidae. Inga underarter finns listade i Catalogue of Life.